# Departement Hanau
Das Departement Hanau war von 1810 bis 1813 eine Verwaltungseinheit (Département) der mittleren Verwaltungsebene innerhalb des Großherzogtums Frankfurt.

## Geschichte

### Entstehung
Das Departement Hanau war in Umfang und Funktion das Fürstentum Hanau des Kurfürstentums Hessen, das mit der Bezeichnung eines „Departement“ belegt wurde. Nachdem das Kurfürstentum durch Napoleon 1806 besetzt worden war, stand das Fürstentum Hanau bis 1810 zunächst unter französischer Militärverwaltung und kam 1810 zum Großherzogtum Frankfurt. Am 16. Mai 1810 wurde die Übergabe zwischen dem französischen Staatsrat Jean-Baptiste-Moïse Jollivet und dem Minister des Fürstprimas Karl Theodor von Dalberg, Leopold von Beust, im Stadtschloss Hanau in Anwesenheit zahlreicher Amtsträger des ehemaligen Fürstentums Hanau, darunter auch die Stadträte der Hanauer Alt- und Neustadt vollzogen. Der Regentschaftswechsel wurde von den Untertanen begrüßt, die die zurückliegenden Jahre französischer Besatzungsherrschaft als drückend empfunden hatten. Bedenken wegen der römisch-katholischen Konfession des neuen Landesherren bestanden offensichtlich nicht.

### Reformen

#### Mittlere Verwaltungsebene
Zum 1. Januar 1811 wurde die Verwaltung nach französischem Muster umgestaltet: Die überkommene, nach frühneuzeitlichem Muster in Kollegien organisierte Verwaltung wurde durch eine streng hierarchische Verwaltung unter einem Präfekten organisiert. Erster Präfekt wurde Heinrich von der Tann, ein Spitzenbeamter aus dem von Dalberg ebenfalls erst frisch erworbenen Nachbarterritorium Fulda. Er amtierte bis 1813 und wurde dann nach Unruhen in der Stadt Hanau durch Carl Albrecht Wilhelm von Auer (1748–1830), später: preußischer Kriegs- und Domänenrat und Akzisedirektor ersetzt.
Das Departement Hanau besaß ein parlamentarisches Gremium, den Generaldepartementsrat, der allerdings nur beratende Funktion hatte. Vorsitzender des Hanauer Departementskollegiums – ein vom Großherzog ernanntes Staatsorgan –, das die fünf Hanauer Abgeordneten für das (allerdings ebenfalls nur beratend tätige) Parlament des Großherzogtums, die Ständeversammlung, wählte, wurde der Hanauer Rentkammerpräsident Friedrich Ludwig von Motz (1732–1817). Als Abgeordnete für das Departement Hanau wählte es: Carl Friedrich Buderus von Carlshausen, Ludwig Wilhelm Gayling von Altheim, Ludwig Otto Toussaint, Georg Wachs und Johann Karl Lavater.

#### Kommunale Verwaltungsebene
In der unteren Verwaltungsebene wurde die überkommene territoriale Struktur des frühneuzeitlichen Staates beibehalten, die Funktionen der Amtsträger und Verwaltungseinheiten aber mit französischen Bezeichnungen belegt: Aus Dorfschultheißen und Bürgermeistern wurden „Maires“, aus Stadträten „Muncipalräthe“, aus den Ämtern „Distrikte“. Den Maires wurde eine Zuständigkeit im Umfang ihrer französischen Kollegen übertragen, was ihr Arbeitspensum enorm erhöhte und sofort Widerstand der überwiegend ehrenamtlich Tätigen auslöste. Auch auf der unteren Verwaltungsebene wurde eine parlamentarische Instanz, die Munzipalräte, eingerichtet, mit allerdings sehr beschränkten Aufgaben und Kompetenzen.

#### Distrikte des Departements Hanau
- Altengronau
- Bergen
- Bieber
- Büchertal
- Stadt Gelnhausen
- Stadt Hanau
- Schwarzenfels
- Steinau
- Windecken

#### Justiz
Mit Verordnung vom 5. Oktober 1812 wurde ab Anfang 1813 eine neue Gerichtsverfassung für das Großherzogtum geschaffen: In jeder Departementshauptstadt, und so auch in Hanau, wurde ein "Departementsgericht" zum Entscheid über zivilrechtliche Streitigkeiten eingerichtet. In der Praxis wurde lediglich das bestehende Hanauer Hofgericht umbenannt. Als zweite Instanz bestand in Frankfurt ein Appellationshof und  der Staatsrat des Großherzogtums bildete darüber hinaus den übergeordneten Kassationshof.

## Bedeutung
Das Departement Hanau nahm geografisch eine zentrale Position im Großherzogtum ein. Darüber hinaus wurden von hier aus einige zentralstaatliche Aufgaben wahrgenommen. So waren alle Konsistorien der Vorgängerstaaten des Großherzogtums – außer dem des Fürstentums Hanau – aufgelöst worden. Das Konsistorium in Hanau wurde im Großherzogtum oberste Kirchenbehörde für beide evangelischen Kirchen, die Lutherische und die Reformierte Kirche, des gesamten Großherzogtums, also auch in Frankfurt, Wetzlar und Fulda. Darüber hinaus nahm der Minister für Inneres, Justiz und Polizei, Franz Joseph von Albini, den Dienstsitz seines Ministeriums im Stadtschloss Hanau. Die Umwandlung des Hessen-Kasseler Fürstentums Hanau in ein Departement des Großherzogtums Frankfurt bedeutete so eine Aufwertung.

## Ende
1813 herrschte aufgrund der miserablen wirtschaftlichen Lage, der Konskription für die napoleonische Armee (das Großherzogtum hatte ein Kontingent von 2.800 Mann zu stellen und auszurüsten), die ständige Unterbringung und Verpflegung durchziehender Truppen, besonders im Kinzigtal, dem ständig drohenden Staatsbankrott und dem Verfall von Autorität der Regierung und des Legitimitätsanspruchs des Großherzogs eine staatsfeindliche Stimmung im Departement. Bauern leisteten Widerstand gegen Militär, das Deserteure, die sich bei den Bauern in Altengronau und Sterbfritz versteckt hatten, ergreifen wollten. Solche Vorfälle führten dazu, dass der Präfekt Heinrich von der Tann durch Carl Albrecht Wilhelm von Auer abgelöst wurde. Das hielt den Verfall der Staatsgewalt, deren Schutzherr Napoleon im Absturz begriffen war, nicht mehr auf.
Nach Auflösung des Großherzogtums Frankfurt fiel das Departement Hanau wieder an Kurhessen und erhielt seine alte Bezeichnung „Fürstentum Hanau“ zurück. Zugleich ging der ihm im Großherzogtum zugewachsene Bedeutungsgewinn wieder verloren. So war es nun nicht nur eine randliche und die von der Hauptstadt Kassel am weitesten entfernt gelegene Provinz, sondern auch der einzige Landesteil, der in den Landständen des Kurfürstentums nicht vertreten war. Es brauchte die Julirevolution von 1830, um diesen Schritt der Integration in den hessischen Kurstaat zu erreichen.